# Final Doom
Final Doom — відеогра-шутер від першої особи, розроблена TeamTNT та Даріо і Майло Казалі, випущена id Software і розповсюджена GT Interactive у 1996 році. Вона була випущена для комп'ютерів MS-DOS і Macintosh, а також для PlayStation, хоча остання містила добірку рівнів з Final Doom і з Master Levels для Doom II.
Третя частина франшизи Doom, Final Doom складається з двох 32-рівневих епізодів (або мегавад), TNT: Evilution і The Plutonia Experiment. На відміну від TNT: Evilution, яка була офіційно ліцензована, The Plutonia Experiment була зроблена на замовлення команди id Software. Події в обох епізодах відбуваються після подій Doom II. У TNT: Evilution звучить переважно новий саундтрек з вкрапленнями треків з Doom II, тоді як саундтрек до The Plutonia Experiment повністю складається з треків з Doom і Doom II.

## Геймплей
Final Doom грає ідентично до Doom II: Hell on Earth, і навіть має ту саму зброю, предмети та монстрів. Оригінальна гра вважається значно складнішою, ніж її попередники Doom і Doom II.
Ігровий процес у комп'ютерній версії Final Doom майже ідентичний тому, що був у версії Doom для PlayStation, і, крім того, він був сумісний з PlayStation Mouse. Порівняно з оригіналом для MS-DOS, загальна складність версії для PlayStation була значно знижена. Багато складних рівнів було видалено, а з тих, що залишилися, часто прибрали ворогів (найпомітніше — кібердемона з рівня «Лігво барона»). Як і в оригінальній версії Doom для PlayStation, багато великих рівнів з оригінальних MS-DOS-версій Final Doom і Master Levels для Doom II було вилучено, а монстрів Arch-vile і Spider Mastermind було вилучено через технічні обмеження. Це обмежило версію для PlayStation до 30 рівнів загалом. Більш традиційні рок-треки Final Doom були замінені на моторошний саундтрек в стилі ембієнт Обрі Ходжеса, який згодом написав музику для Doom 64 у 1997 році.
У презентації Final Doom у версії для PlayStation є кілька помітних змін порівняно з комп'ютерною версією. Спрощені титульні екрани комп'ютерних версій замінено на складніші титульні екрани з анімованою текстурою заповненого полум'ям неба з оригінальної версії Doom для PlayStation. Багато текстур неба на рівнях замінено на інші; на деяких рівнях небо замінено на текстури неба з попередніх ігор Doom, тоді як на інших з'явилася нова текстура зоряного неба. Нарешті, більшість макетів рівнів спрощено, подібно до попередніх консольних портів Doom, а частота кадрів у грі часто нижча, ніж у першій грі Doom для PlayStation.

## Сюжет

### TNT: Evilution
У TNT: Evilution UAC знову має намір розробляти та експериментувати з технологією розмірного шлюзу. Вони створили базу на одному із супутників Юпітера, з міцним загоном космічних морських піхотинців для захисту. Морські піхотинці добре виконують свою роботу; коли відкривається перший експериментальний шлюз, вони знищують сили Пекла. Дослідження тривають з більшою впевненістю, і всі заходи безпеки повернулися до шлюзу.
Через кілька місяців річний корабель постачання виходить з випередженням графіка і виглядає дивно і незвично великим на радарах. Слабкі оператори радарів вирішують, що турбуватися нема про що. Персонал бази виходить споглядати страшну правду: це космічний корабель з пекла, побудований зі сталі, каменю, плоті, кісток і тління. Величезні ворота корабля відкриваються, щоб випустити дощ демонів на базу. Швидко весь об'єкт переповнюється, і всіх вбивають або зомбують.
Головний герой, безіменний космічний морський піхотинець (який, як виявилося, був командиром морської піхоти на Місяці) в цей час був далеко на прогулянці і таким чином уникає смерті або зомбіфікації. Після нападу чортеня він кидається назад на базу, де бачить демонічний космічний корабель, все ще ширяє над ним, і розуміє, що сталося. Потім він клянеться, що помститься за свої вбиті війська і збирається вбити якомога більше демонів.
Зрештою, морський піхотинець перемагає Ікону гріха і в грі описується "щось гуркоче вдалині. Синє світло світиться в зруйнованому черепі демона-плювальника.

### The Plutonia Experiment
В експерименті «Плутонія» після катастрофічного вторгнення пекла на Землю світові уряди вирішують вжити заходів проти будь-якого можливого майбутнього вторгнення, знаючи, що сили Пекла все ще залишаються сильними. UAC перезаснована під абсолютно новим керівництвом (старі опікуни та акціонери все одно були мертві) і має на меті розробити інструменти, які запобігали б демонічним вторгненням.
Вчені починають працювати над пристроєм, відомим як квантовий прискорювач, який призначений для закриття вторгнення в Гейтс і зупинки можливих вторгнень. Досліди проводяться в секретному науково-дослідному комплексі, з дислокованим загоном морських піхотинців. Робота, здається, йде добре, але істоти ззовні привертають свою увагу до нових досліджень. У самому серці комплексу відкриваються Ворота і виливаються неприродні жахи. Квантовий прискорювач працює чудово: ворота швидко закриваються і вторгнення зупиняється. Дослідження тривають сміливіше.
На наступний день відкривається кільце з 7 воріт і починається ще більше вторгнення. За одну годину квантовим прискорювачам вдається закрити 6 воріт, але пекельна армія стала занадто численною і занадто сильною. Комплекс переповнений. Всі вбиті або зомбовані. Останні Ворота Пекла залишаються відкритими, їх охороняє Воротар: могутній, величезний і древній демон, який має силу відкривати Просторові Ворота і контролювати або захищати їх.
Уряд, в нестямі від того, що Квантовий прискорювач буде знищений або використаний проти людства, наказує всім морським піхотинцям прибути на місце відразу. Гравець, безіменний космічний морський піхотинець, був у відпустці на пляжі. Він також був найближче до місця і потрапляє туди першим. Там він виявляє, що в комплексі багато демонічної активності (виття, спів, звуки машини); Воротар, очевидно, над чимось працює, і його робота незабаром досягне якоїсь жахливої кульмінації. Він також розуміє, що коли морські піхотинці прибудуть, вони не зможуть проникнути в сильно заражений комплекс, попри вогневу міць і підтримку, яку вони матимуть. Морський піхотинець вирішує увійти в комплекс і зупинити Воротаря на самоті.

## Розробка
Роботу над TNT: Evilution розпочала TeamTNT, група любителів WAD, які брали активну участь у розширеному списку розсилки для редагування Doom. Всього за кілька днів до того, як він повинен був бути випущений для безкоштовного завантаження в Інтернеті, проєкт був придбаний id Software і завершений в листопаді 1995 року.
Брати Даріо і Майло Казалі, які внесли чотири рівні в TNT: Evilution, отримали завдання створити те, що стало експериментом Плутонії після того, як відправили восьмирівневий WAD, який вони створили, американцю Макгі та зуміли справити на нього враження разом з рештою команди id Software. Вони створили по 16 рівнів для експерименту Плутонії за чотири місяці та представили їх у січні 1996 року. На відміну від їх внесків в TNT: Evilution, які були відредаговані після подання (чотири також були відхилені через те, що вони були занадто великими для запуску на комп'ютерах того часу), це були остаточні версії рівнів, і Даріо Казалі пізніше прокоментував той факт, що ніяких змін не було запитано: "Слава Богу, тому що я був готовий викинути свій комп'ютер у вікно в той час.
Даріо Казалі визнав рівень складності експерименту Плутонії в інтерв'ю на Doomworld, заявивши: "Плутонія завжди була призначена для людей, які закінчили Doom 2 важко і шукали новий виклик. Я завжди грав на тому рівні, який досяг на важкому рівні, і якщо я міг перемогти його занадто легко, я робив це важче, тому це було викликом для мене.

## Рецепція
Reception
| Aggregator   | Score     |
| ------------ | --------- |
| GameRankings | 81 % (PS) |

| Publication               | Score         |
| ------------------------- | ------------- |
| Electronic Gaming Monthly | 6.125/10 (PS) |
| GameSpot                  | 4.6/10 (PC)   |
| Next Generation           | (PS)          |

Оглядаючи версію для ПК в GameSpot, Джим Варнер стверджував, що Final Doom — це марна трата грошей, оскільки це, по суті, просто новий набір карт рівнів для Doom, і в Інтернеті вже були тисячі таких карт, доступних для безкоштовного завантаження.
Хоча GamePro критикував те, що в Final Doom немає нових ворогів чи зброї, а також те, що версія для PlayStation містить лише 30 рівнів порівняно з 64 у версії для ПК, вони були задоволені «величезними, заплутаними, а іноді й садистськими рівнями» та новими декораціями, і вважали Doom достатньо привабливою грою, яку можна було б задовольнити просто більшою кількістю тих самих рівнів. Журнал PlayStation Magazine поставив їй оцінку 9/10, назвавши її «важливою». Рецензент журналу Next Generation був менш вражений, зазначивши, що порівняння з версією оригінального Doom для PlayStation показує, що Final Doom має значно нижчу частоту кадрів, менш точне управління і більш помітні шви на текстурах. Троє з чотирьох рецензентів журналу Electronic Gaming Monthly сказали, що їм набридло бачити порти Doom, і що Final Doom — це просто ще один такий порт з новими картами рівнів. Вони також сказали, що рушій гри застарів за роки, що минули з моменту першого виходу Doom. Кріспін Бойєр був єдиним, хто висловив окрему думку, висловивши ентузіазм щодо нового дизайну рівнів.

## Нотатки
1. ↑  Обрі Ходжес composed the PlayStation port of the game.